# Delta Force 3
Pour les articles homonymes, voir Delta Force (homonymie).
Série Delta Force
Delta Force 2
(1990)
Pour plus de détails, voir Fiche technique et Distribution.
Delta Force 3 (titre original : Delta Force 3: The Killing Game) est un film américain réalisé par Sam Firstenberg, sorti aux États-Unis en 1991. 
C'est le dernier film d'action de la saga Delta Force.

## Synopsis
Après un attentat suicide en URSS, la Delta Force a une mission qui est d'empêcher un attentat nucléaire sur le sol américain. Cet attentat est orchestré par des terroristes arabes, qui sont prêts à tout pour libérer le Moyen-Orient des jougs judéo-occidentaux. Delta Force part pour une nouvelle aventure en Irak, au Liban et en Palestine pour sauver les États-Unis et le monde entier et capturer Kadal, le chef des terroristes libano-palestiniens. Avant de se faire capturer, Kadal confie une mission à son frère : poser une bombe atomique aux États-Unis. La Delta force part au Soudan pour détruire la forteresse 

## Fiche technique
- Titre : Delta Force 3
- Titre original : Delta Force 3 : The Killing Game
- Réalisation : Sam Firstenberg
- Scénario : Boaz Davidson Andrew Deutsch Greg Latter
- Photographie : Avi Karpick
- Montage : Michael Duthie
- Musique : Robert Thomas Mein
- Direction artistique : David Varod
- Décors : David Varod
- Costumes : Rona Doron
- Producteurs : Christopher Pearce, Boaz Davidson
- Producteur exécutif : Harry Alan Towers, Chuck Norris (non-crédité)
- Société de production : Global Pictures
- Société de distribution : Cannon Group
- Pays d'origine :  États-Unis
- Langue : Anglais américain
- Format : Couleur — 35 mm — 1,85:1 — Son : Ultra Stereo
- Genre cinématographique : Film policier, Film d'aventure, Film d'action
- Durée : 97 minutes
- Dates de sortie : 
  -  États-Unis : 22 mars 1991

## Distribution
- Mike Norris : Greg McCoy
- Jonathan Cherchi : Kahlil Kadal
- Nick Cassavetes (VF : Bernard Métraux, VQ : Pierre Auger) : Charles
- Eric Douglas : Sam
- Matthew Penn : Richard
- John Saint Ryan :	Sergei
- Hanna Azoulay Hasfari : Irenia
- Gregory Tal : Bruk
- Mark Ivanir :	Pietre
- Kevin Patterson

## À noter
- Le tournage s'est déroulé en Israël et à Washington
- Il s'agit du seul film de la saga sans Chuck Norris, qui devait apparaître dans ce film, mais s'est retiré à la suite de l'accident d'hélicoptère lors du tournage de Delta Force 2: The Colombian Connection (1990). Mais on y retrouve son fils, Mike Norris.

## La saga
1. Delta Force (1986)
2. Delta Force 2 (1990)
3. Delta Force 3 (1991)